# Port Town-nishi (métro d'Osaka)
Port Town-nishi (ポートタウン西駅, Pōtotaun-nishi-eki) est une station du métro d'Osaka sur la ligne Nankō Port Town dans l'arrondissement de Suminoe à Osaka.

## Situation sur le réseau
La station Port Town-nishi est située au point kilométrique (PK) 2,0 de la ligne Nankō Port Town, entre les stations Nakafuto et Port Town-higashi.

## Histoire
La station a été inaugurée le 16 mars 1981.

## Services aux voyageurs

### Accès et accueil
La station est ouverte tous les jours.

### Desserte
- Ligne Nankō Port Town :
  - voie 1 : direction Suminoekoen
  - voie 2 : direction Cosmosquare